# Tine Heyse
Tine Heyse (Opbrakel, 7 april 1960) is een Belgische politica voor Groen. 

## Levensloop
Ze in 1983 studeerde ze af aan de Katholieke Universiteit Leuven, dit in de pedagogiek. Heyse was tussen 1984 en 1995 werkzaam bij Greenpeace. Ondertussen studeerde ze ook milieukunde aan de Universiteit Antwerpen.
Bij de Belgische federale verkiezingen 1995 stond Heyse voor het eerst op een lijst voor Agalev. Ze stond op de tweede plek voor de kamer, achter lijsttrekker Eddy Boutmans. Ze werd echter niet verkozen, maar werd lid van het partijbestuur van Agalev. Na de verkiezingen van 1999 werd ze werkzaam op het kabinet van Mieke Vogels. Dit bleef ze tot 2004.
Van 2000 tot 2024 was ze gemeenteraadslid in Gent. Bij de lokale verkiezingen van 2024 werd ze opnieuw verkozen maar stond ze haar plaats af. Van 2013 tot 2024 was ze schepen van Milieu, Energie en Noord-Zuid.

## Uitslagen verkiezingen
| Verkiezing                      | Kieskring       | Datum           | Lijst      | Plaats op lijst | Voorkeursstemmen | Uitslag       | Partijuitslag binnen kieskring |
| ------------------------------- | --------------- | --------------- | ---------- | --------------- | ---------------- | ------------- | ------------------------------ |
| Vlaamse parlementsverkiezingen  | Oost-Vlaanderen | 13 juni 2004    | Groen!     | 7e plaats       | 3.331            | niet verkozen | 9,09 %                         |
| Gemeenteraadsverkiezing         | Gent            | 8 oktober 2006  | Groen!     | 3e plaats       | 1.357            | 4e titularis  | 12,06 %                        |
| Vlaamse parlementsverkiezingen  | Oost-Vlaanderen | 7 juni 2009     | Groen!     | 14e plaats      | 2.931            | niet verkozen | 7,34 %                         |
| Federale parlementsverkiezingen | Oost-Vlaanderen | 13 juni 2010    | Groen!     | 10e plaats      | 3.635            | niet verkozen | 7,36 %                         |
| Gemeenteraadsverkiezing         | Gent            | 14 oktober 2012 | sp.a-Groen | 8e plaats       | 3.378            | 7e titularis  | 45,5 %                         |
| Gemeenteraadsverkiezing         | Gent            | 14 oktober 2018 | sp.a-Groen | 8e plaats       |                  |               |                                |